# バスケットボールベネズエラ代表
バスケットボールベネズエラ代表（Venezuela national basketball team）は、ベネズエラバスケットボール連盟により国際大会に派遣されるバスケットボールのナショナルチームである。

## 歴史
1992年のアメリカ選手権で準優勝を決めて、バルセロナオリンピック初出場を果たす。
世界選手権の初出場は1990年。2002年と2006年の2大会連続出場も果たす。
2016年リオデジャネイロオリンピックのアメリカ大陸予選では登録メンバー中12人中10人が国内リーグ、NBA選手は一人もいない構成だったが、優勝してオリンピック出場権を獲得した。準決勝の対戦相手はスタメン全員がNBA選手で、1次リーグでの対戦では20点差で敗れていたカナダだったが、79-78で競り勝っている。
2019年FIBAバスケットボール・ワールドカップでは地元開催の中国を破るなど、2勝1敗の成績を残し二次ラウンドへの進出を果たした。

## 主な国際大会成績

### オリンピック
- 1992年 － 11位
- 2016年 － 10位

### ワールドカップ（旧世界選手権）
- 1990年 － 11位
- 2002年 － 14位
- 2006年 － 21位
- 2019年 － 14位

### アメリカップ（旧アメリカ選手権）
- 1988年 － 7位
- 1989年 － 4位
- 1992年 － 2位
- 1993年 － 6位
- 1995年 － 9位
- 1997年 － 7位
- 1999年 － 5位
- 2001年 － 5位
- 2003年 － 5位
- 2005年 － 3位
- 2007年 － 8位
- 2009年 － 9位
- 2011年 － 5位
- 2013年 － 5位
- 2015年 － 優勝
- 2017年 － 9位

## 主な歴代代表選手
- カール・ヘレラ
- ハロルド・キーリング
- オスカー・トーレス
- ビクトル・ディアス
- エクトル・ロメロ
- グレイビス・バスケス
- カルロス・セデーノ
- グレゴリー・バルガス(英語版)
- グレゴリー・エチェニケ